# Potameia nitens
Potameia nitens är en lagerväxtart som beskrevs av André Joseph Guillaume Henri Kostermans. Potameia nitens ingår i släktet Potameia och familjen lagerväxter. Inga underarter finns listade i Catalogue of Life.